# Mergin Sina
Pour les articles homonymes, voir Sina.
Mergin Sina, né le 2 février 1967, à Trieste, en Italie, est un joueur et entraîneur américain, ayant la nationalité belge, de basket-ball. Il évolue au poste d'ailier. Il est le père du joueur de basket-ball Jaren Sina.